# Kruhová rychlost
Kruhová rychlost (u Země při povrchu jde o 1. kosmickou rychlost) je rychlost, kterou se pohybuje po kruhové dráze kolem centrálního tělesa v dané výši těleso zanedbatelně malé hmotnosti.
| Výška nad povrchem Země (km) | Kruhová rychlost (km/s) | Poznámka              |
| ---------------------------- | ----------------------- | --------------------- |
| 0                            | 7,905                   |                       |
| 200                          | 7,784                   | Nejnižší dráhy družic |
| 500                          | 7,613                   |                       |
| 1000                         | 7,350                   |                       |
| 5000                         | 5,919                   |                       |
| 10 000                       | 4,933                   |                       |
| 20 200                       | 3,880                   | navigační družice GPS |
| 36 000                       | 3,067                   | stacionární družice   |
| 50 000                       | 2,659                   |                       |
| 100 000                      | 1,936                   |                       |
| 384 400                      | 1,022                   | dráha Měsíce          |
| 500 000                      | 0,887                   |                       |

Velikost kruhové rychlosti {\displaystyle v_{\rm {k}}} závisí na hmotnosti M (respektive gravitačním parametru {\displaystyle \mu }) centrálního tělesa a na poloměru kruhové dráhy {\displaystyle r} podle vztahu
{\displaystyle v_{\rm {k}}={\sqrt {\frac {GM}{r}}}={\sqrt {\frac {\mu }{r}}}},
kde G je gravitační konstanta.
Kruhová rychlost tedy nepřímo úměrně závisí na odmocnině vzdálenosti. V tabulce vpravo jsou uvedeny hodnoty kruhové rychlosti pro různé výšky kruhových drah v gravitačním poli Země, v následující tabulce kruhové rychlosti přepočítané na povrch (resp. u plynných obrů horní hranici mraků a u Slunce na hranici fotosféry – označeno hvězdičkou) u některých těles sluneční soustavy.
| Těleso   | vk (km/s) |
| -------- | --------- |
| Slunce*  | 440       |
| Merkur   | 3,01      |
| Venuše   | 7,33      |
| Země     | 7,905     |
| Měsíc    | 1,68      |
| Mars     | 3,56      |
| Jupiter* | 42,11     |
| Saturn*  | 25,10     |
| Uran*    | 15,60     |
| Neptun*  | 16,62     |
| Pluto    | 0,86      |